# 559521 Sonbird
559521 Sonbird è un asteroide della fascia principale. Scoperto nel 2012, presenta un'orbita caratterizzata da un semiasse maggiore pari a 3,0748076 au e da un'eccentricità di 0,0911470, inclinata di 10,81961° rispetto all'eclittica.